# Ölmstads kyrka
Ölmstads kyrka är en kyrkobyggnad i Ölmstad i Växjö stift. Den är församlingskyrka i Skärstad-Ölmstads församling och ligger omkring två mil norr om Huskvarna.

## Kyrkobyggnaden
Kyrkan uppfördes vid mitten av 1100-talet och var från början nio meter bred och tolv meter lång. Under 1400-talet när kyrkan brunnit ersattes det platta innertaket av nuvarande kryssvalv. Ungefär samtidigt tillkom nuvarande kor och sakristia. Inte långt därefter försågs kyrkorummet med takmålningar. Dessa finns i ett äldre och ett yngre lager som har tillkommit med ett sekels mellanrum. 1568 blev kyrkan plundrad och eldhärjad av danska trupper vid Nordiska sjuårskriget. 1729 tillkom tornet vid västra sidan och ersatte en tidigare klockstapel.

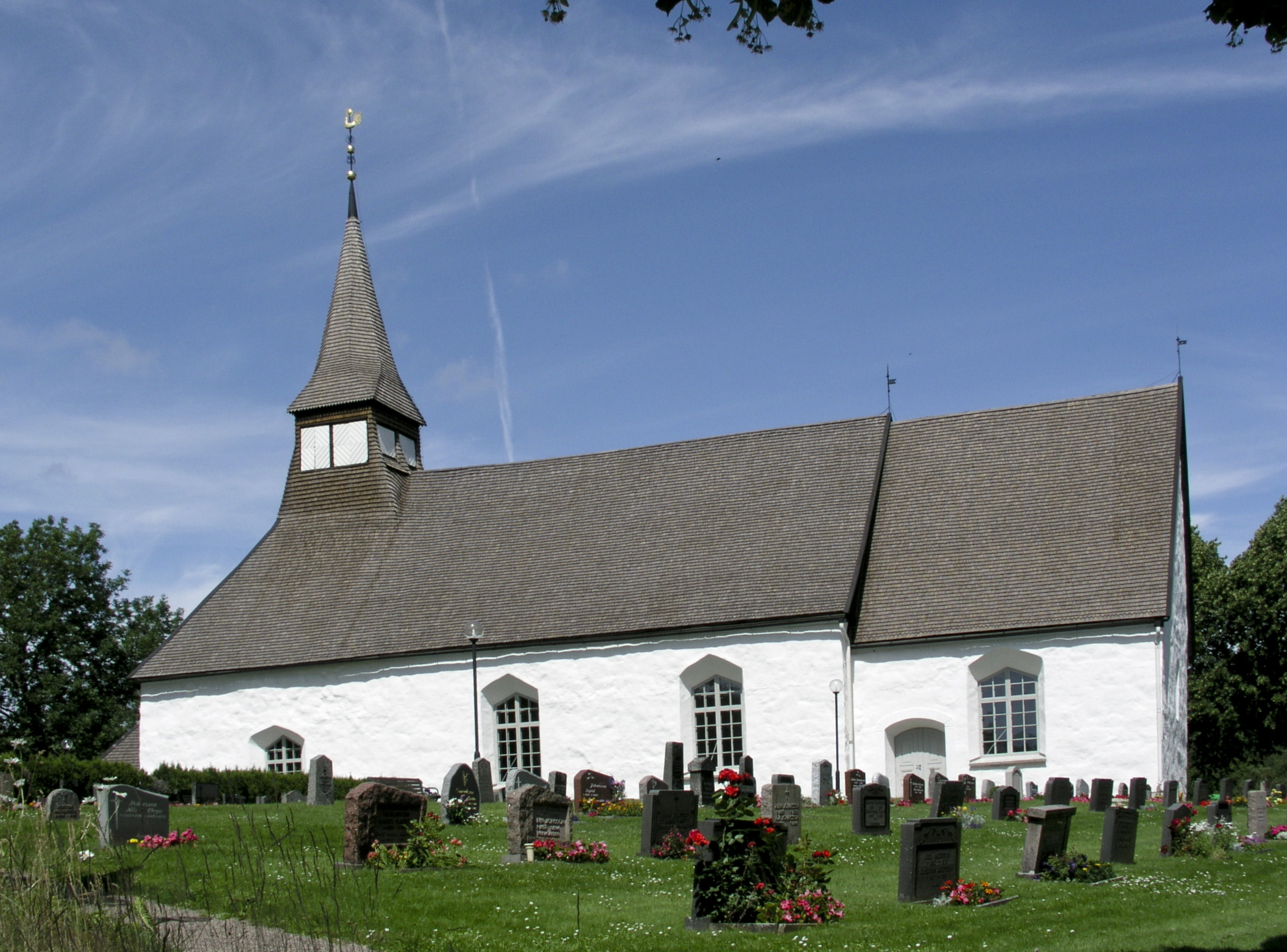
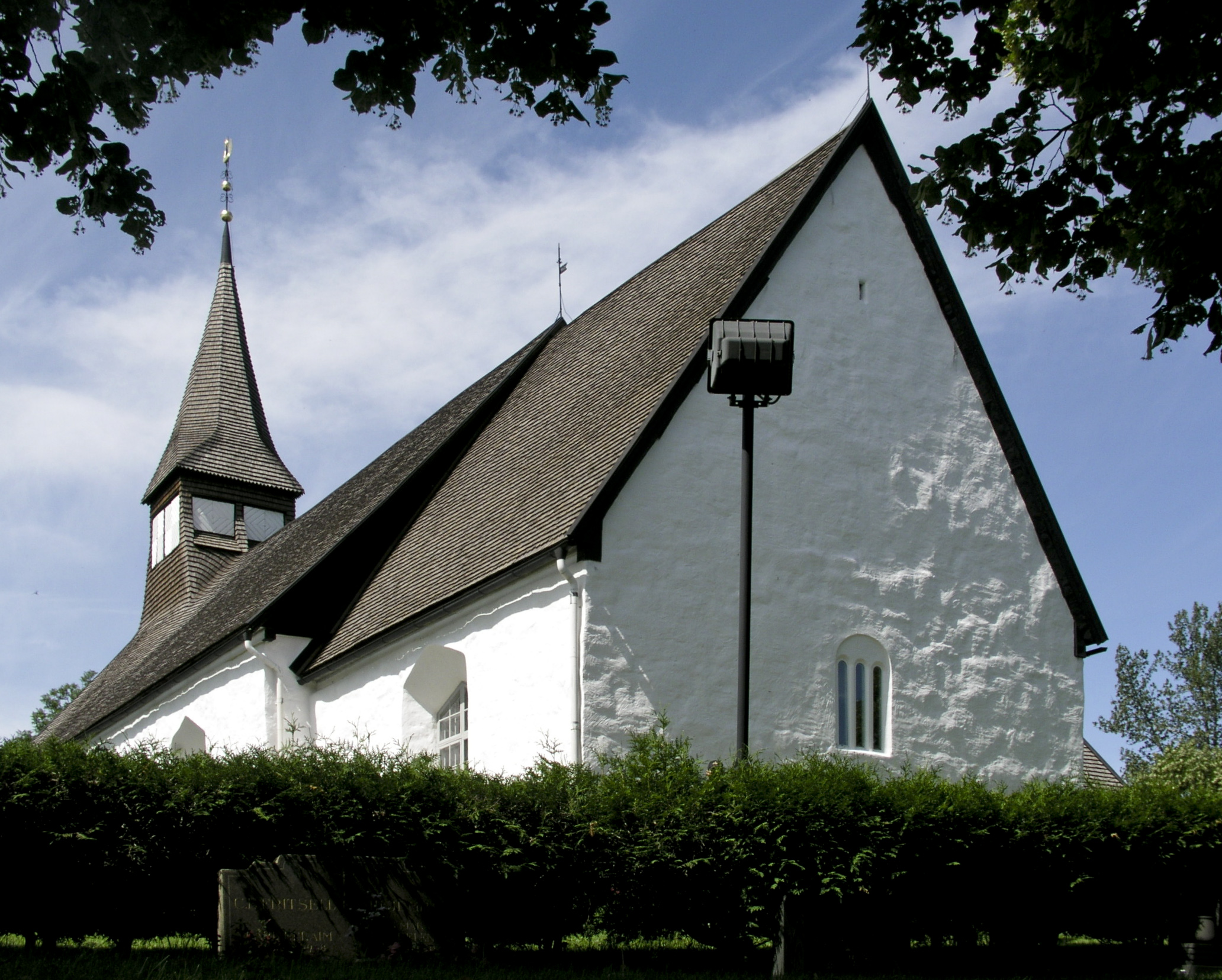
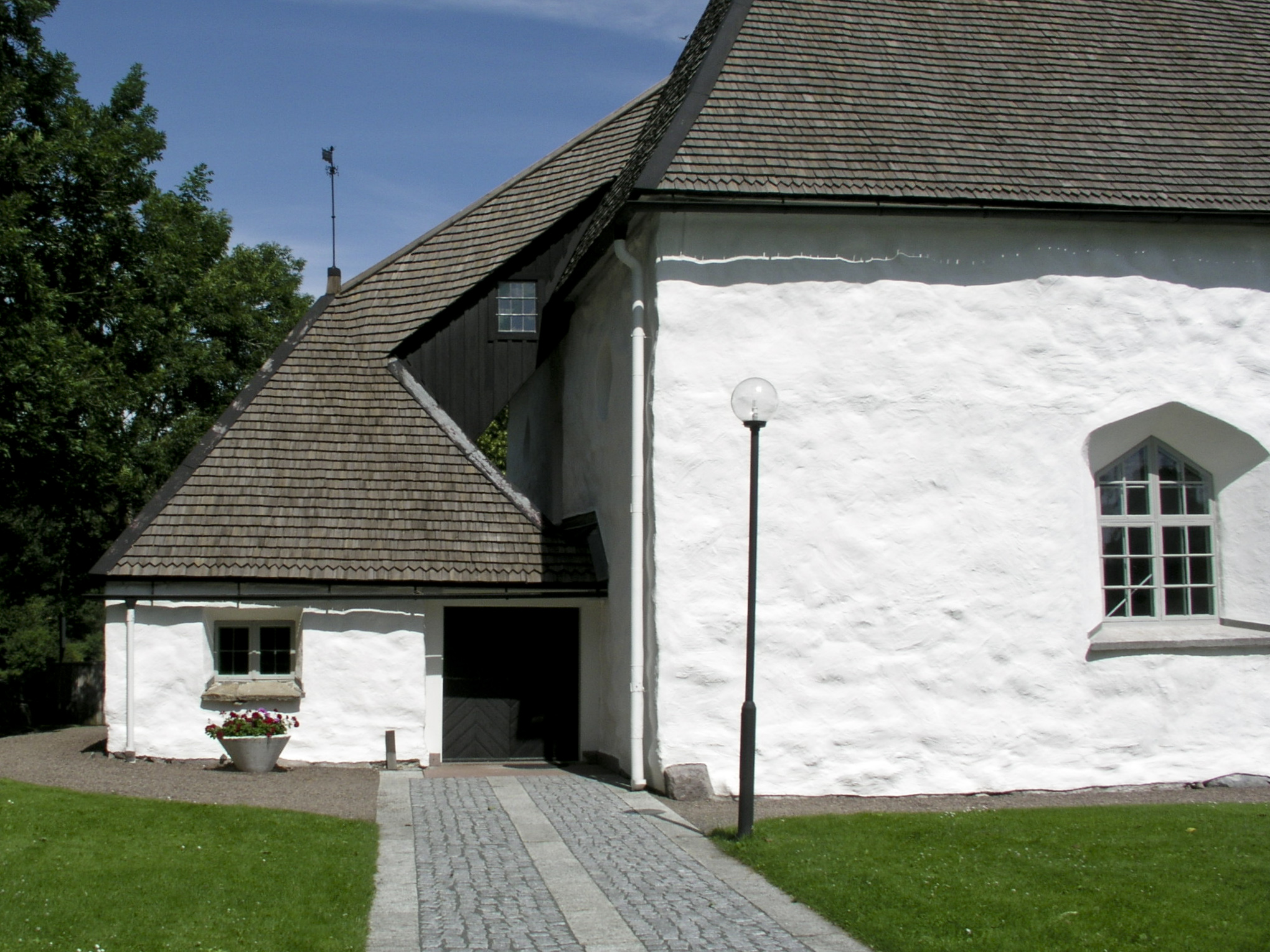
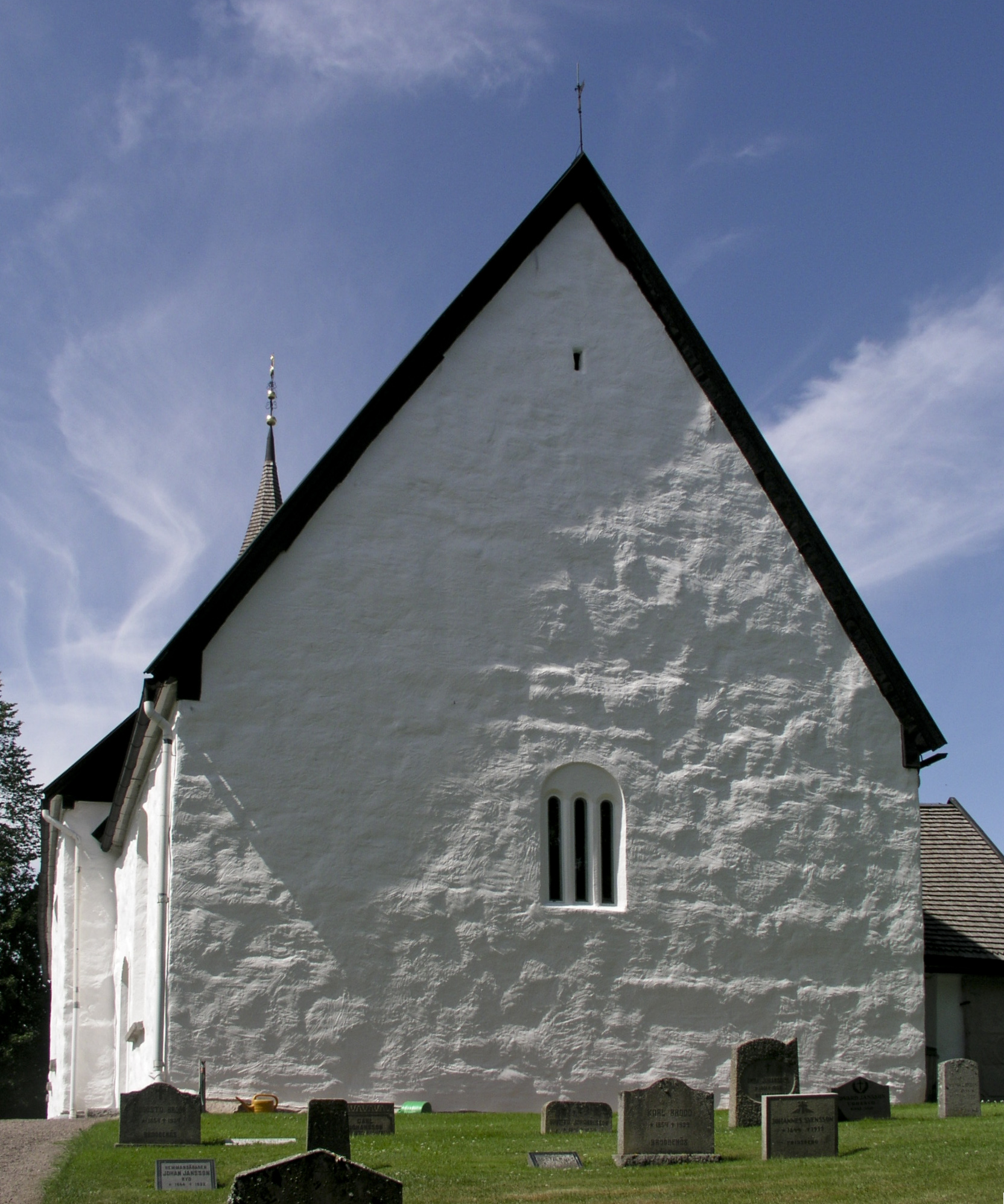
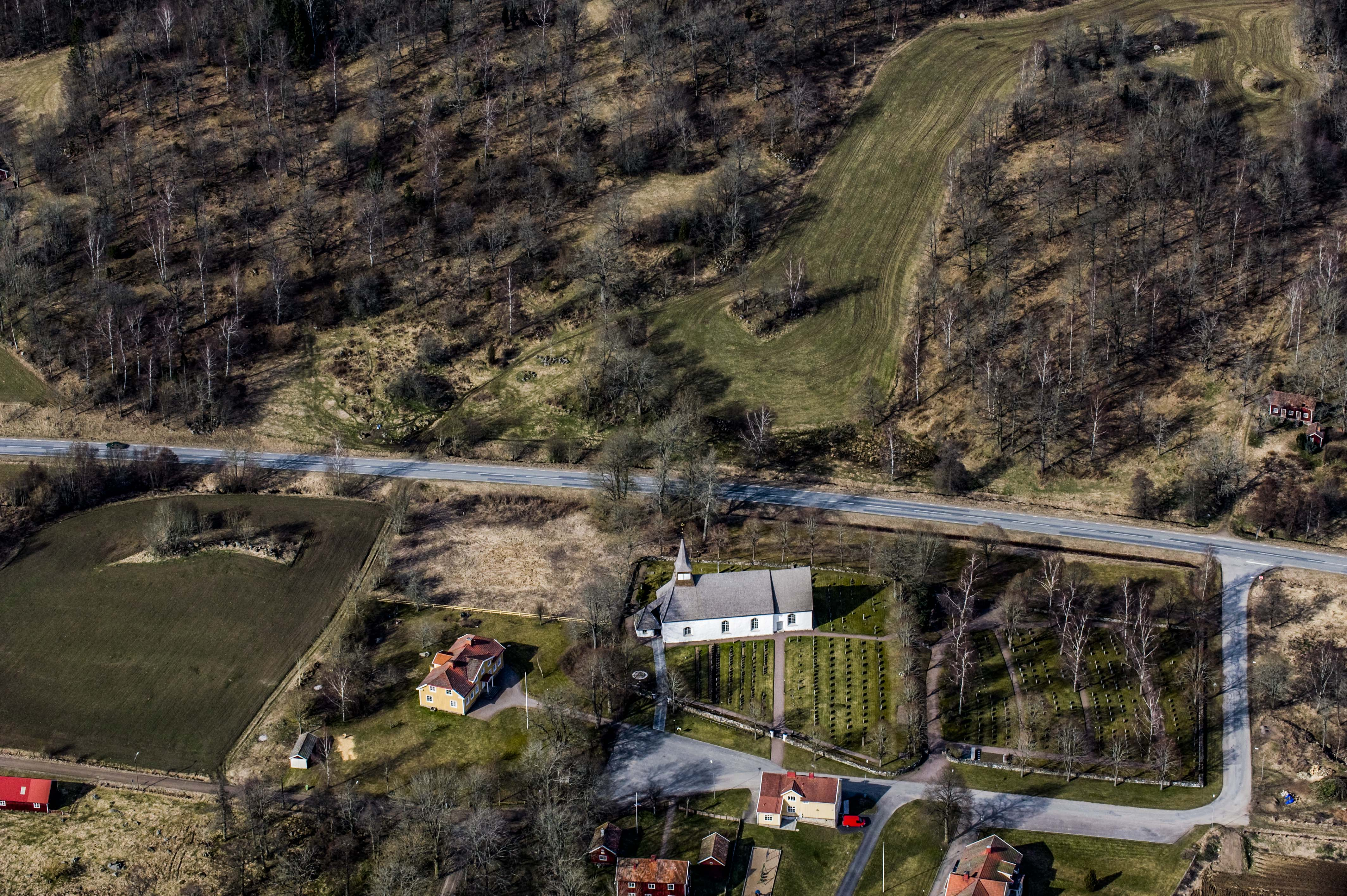
Flygfoto över Ölmstads kyrka

## Inventarier
- Dopfunten i röd sandsten är från 1100-talet och anses vara gjord av Mäster Bestiarius.
- Predikstolen tillverkades 1649 av Mäster Päder Knutzsson.
- Orgeln på tolv stämmor tillverkades 1889.
- Ljusbäraren är tillverkad av Folke Andersson, konstsmed som var verksam i smedjan Filipsberg i Ölmstad fram till 2014
- En färgstark gobeläng hänger på södra väggen.

### Orgel
- 1680 byggde Georg Hum, Norrköping, en orgel med 6 stämmor.[2]
- 1774 byggde Jonas Wistenius, Linköping, en orgel med 10 stämmor.
- 1885 byggde Åkerman & Lund, Stockholm, en orgel med 12 stämmor.
- Den nuvarade orgeln är byggd 1972 av J. Künkels Orgelverkstad och är mekanisk. Fasaden är bibehållen från 1885 års orgel.

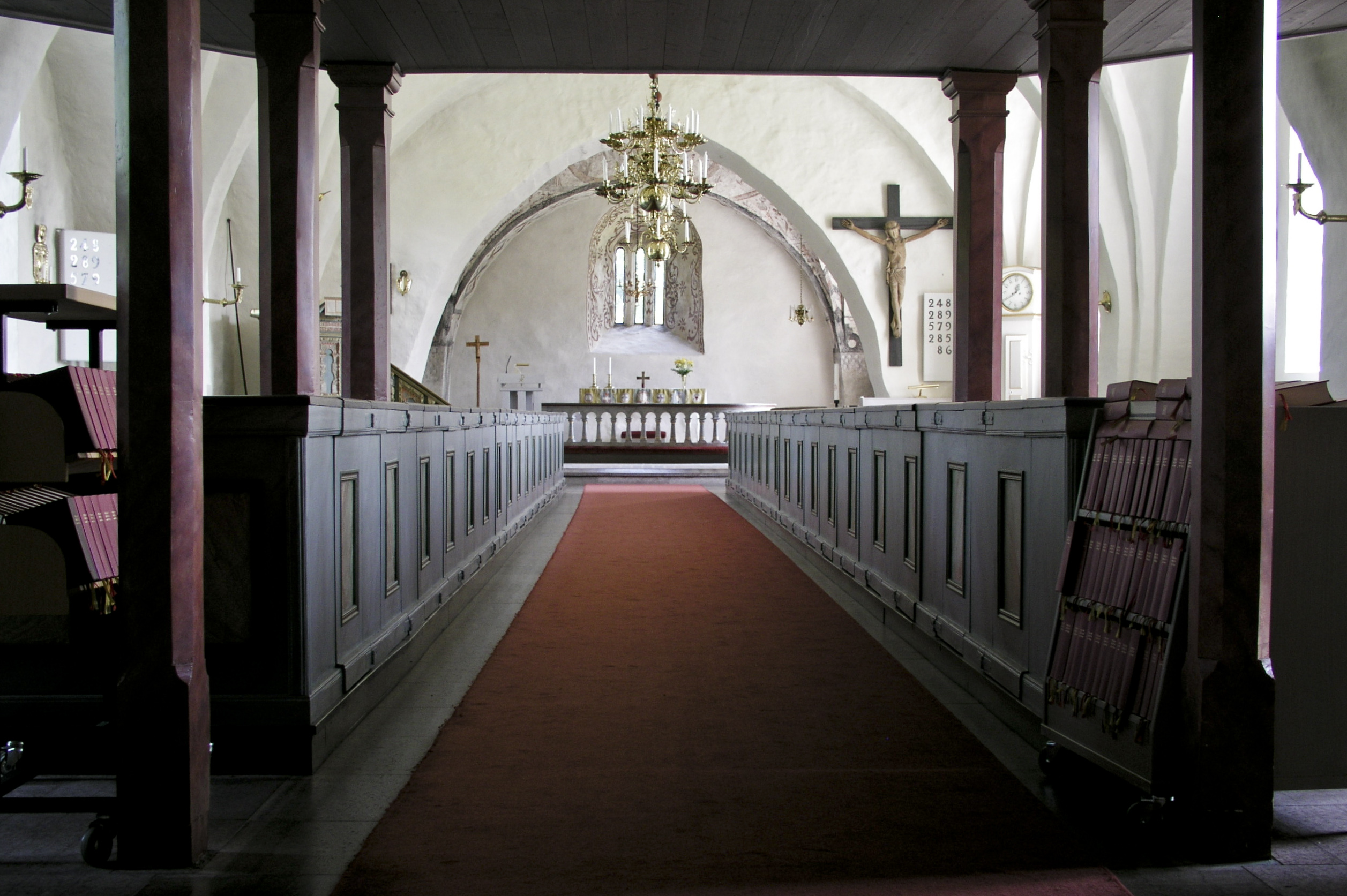
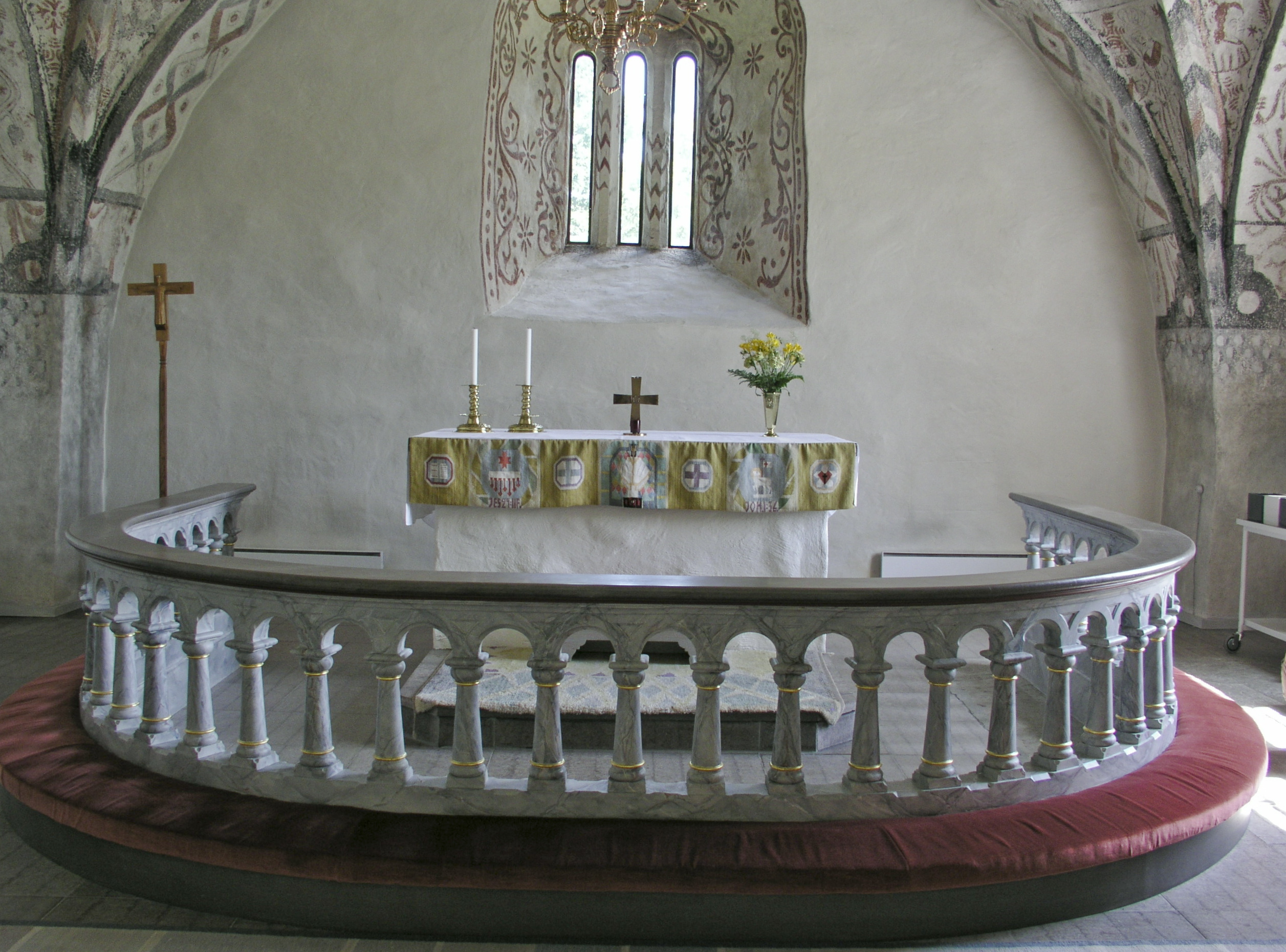
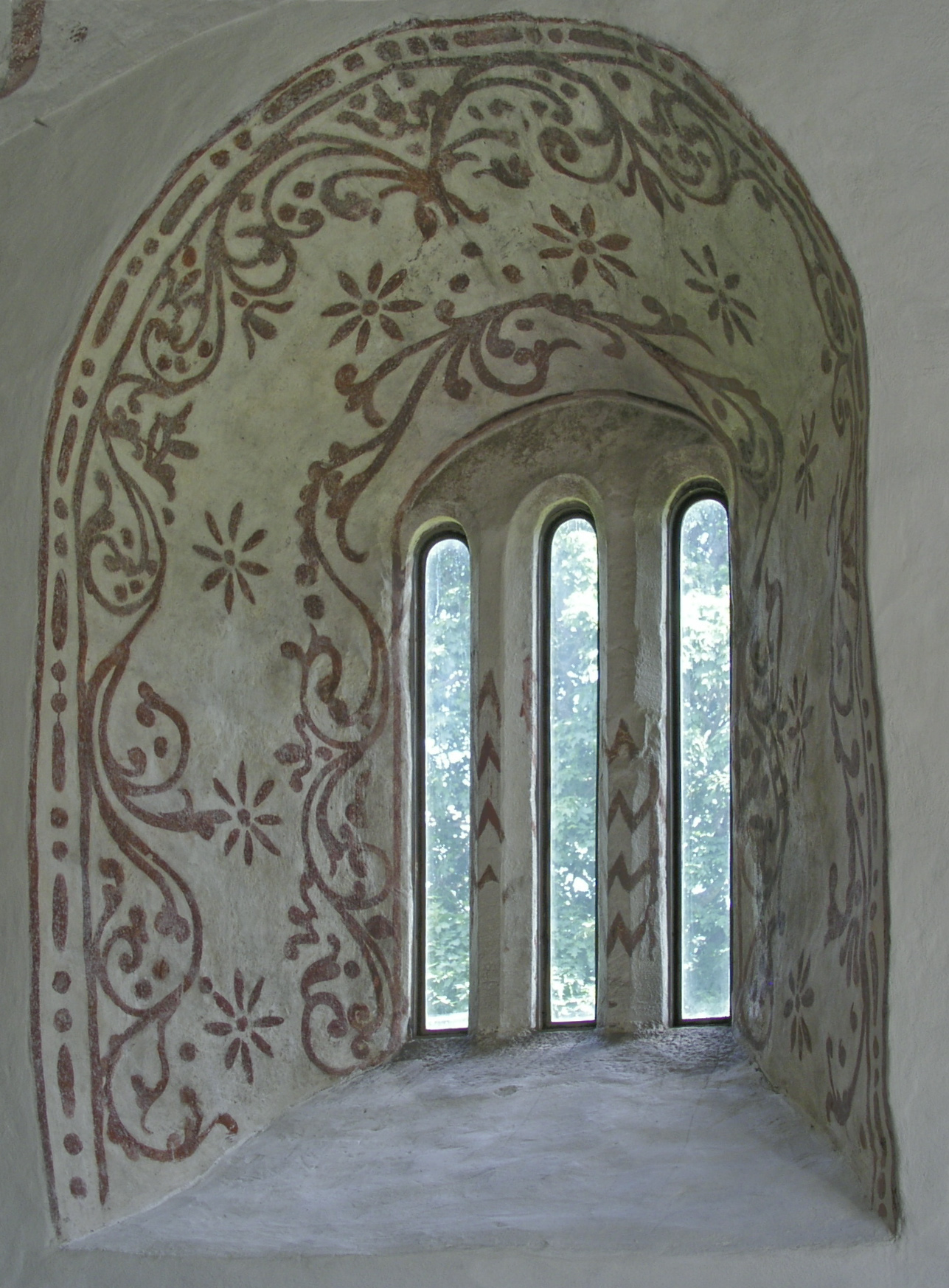
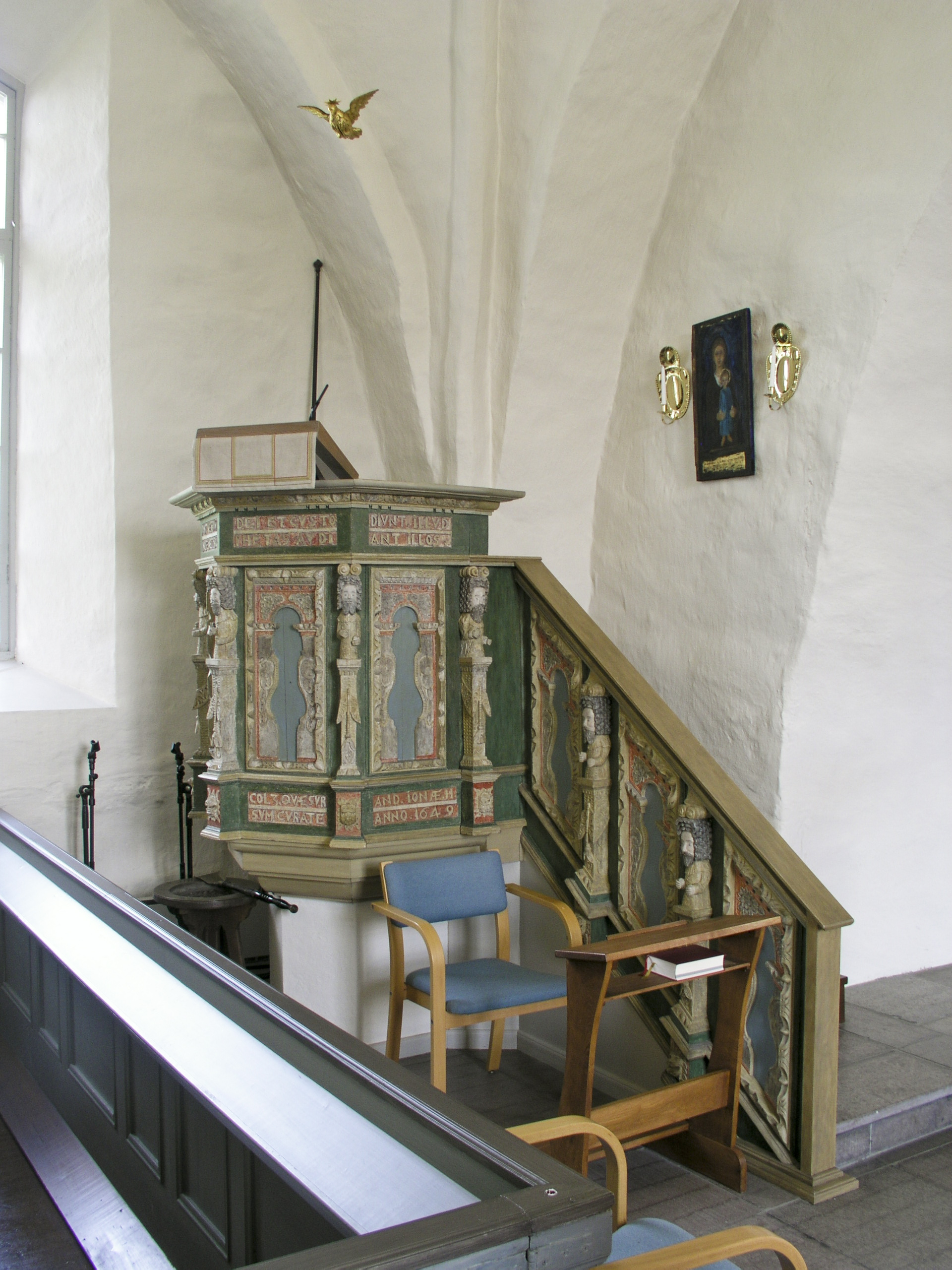
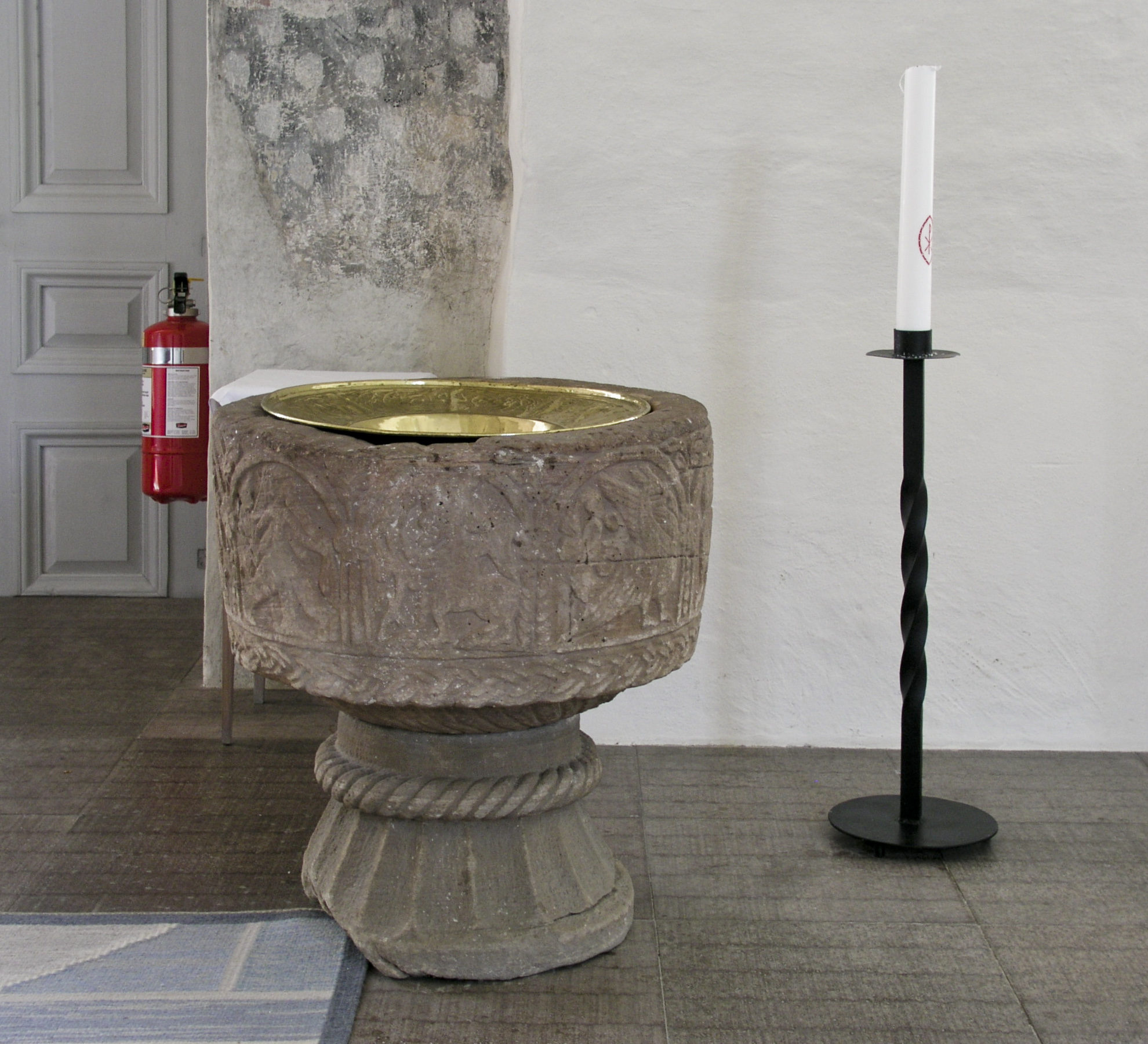
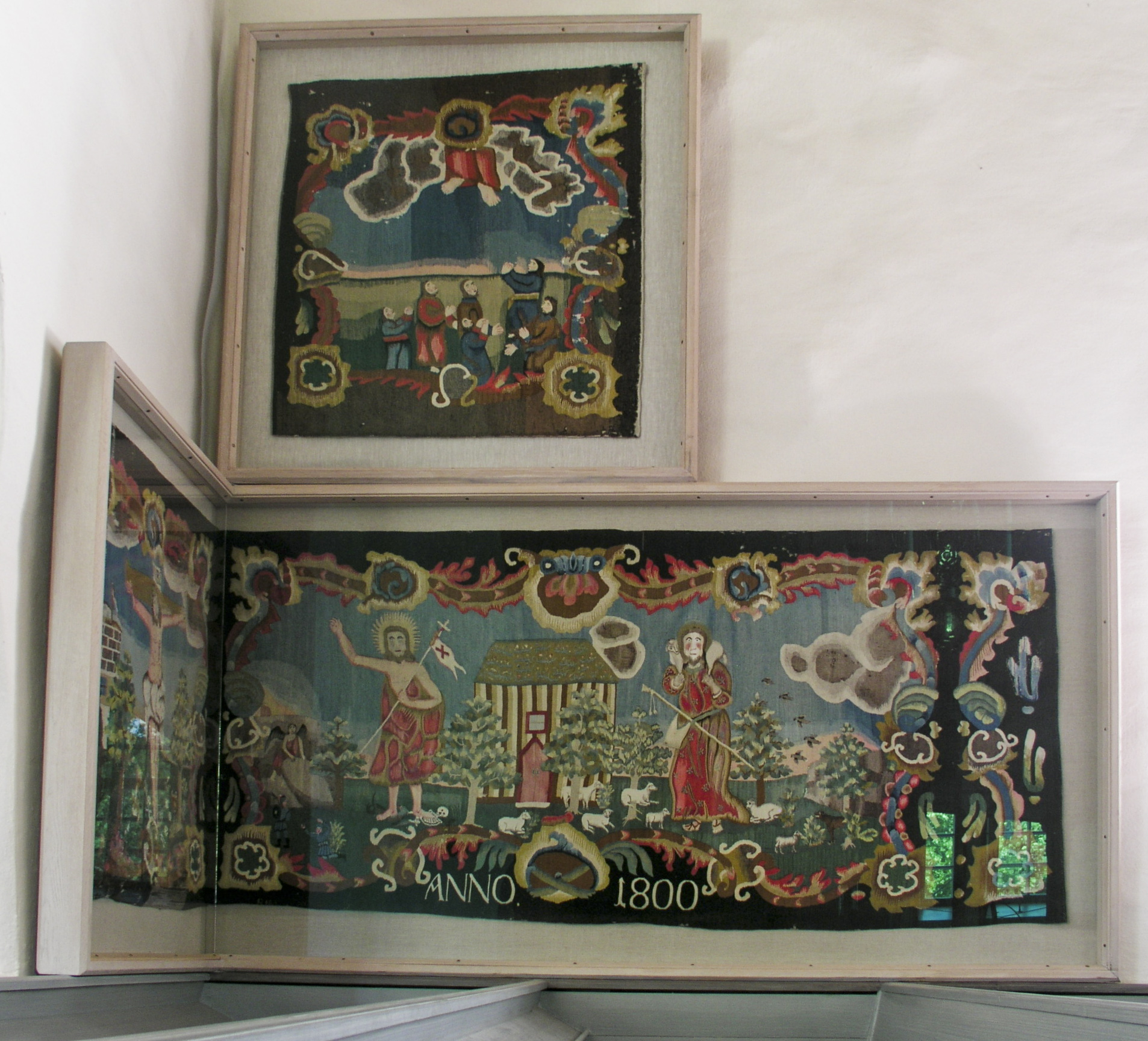
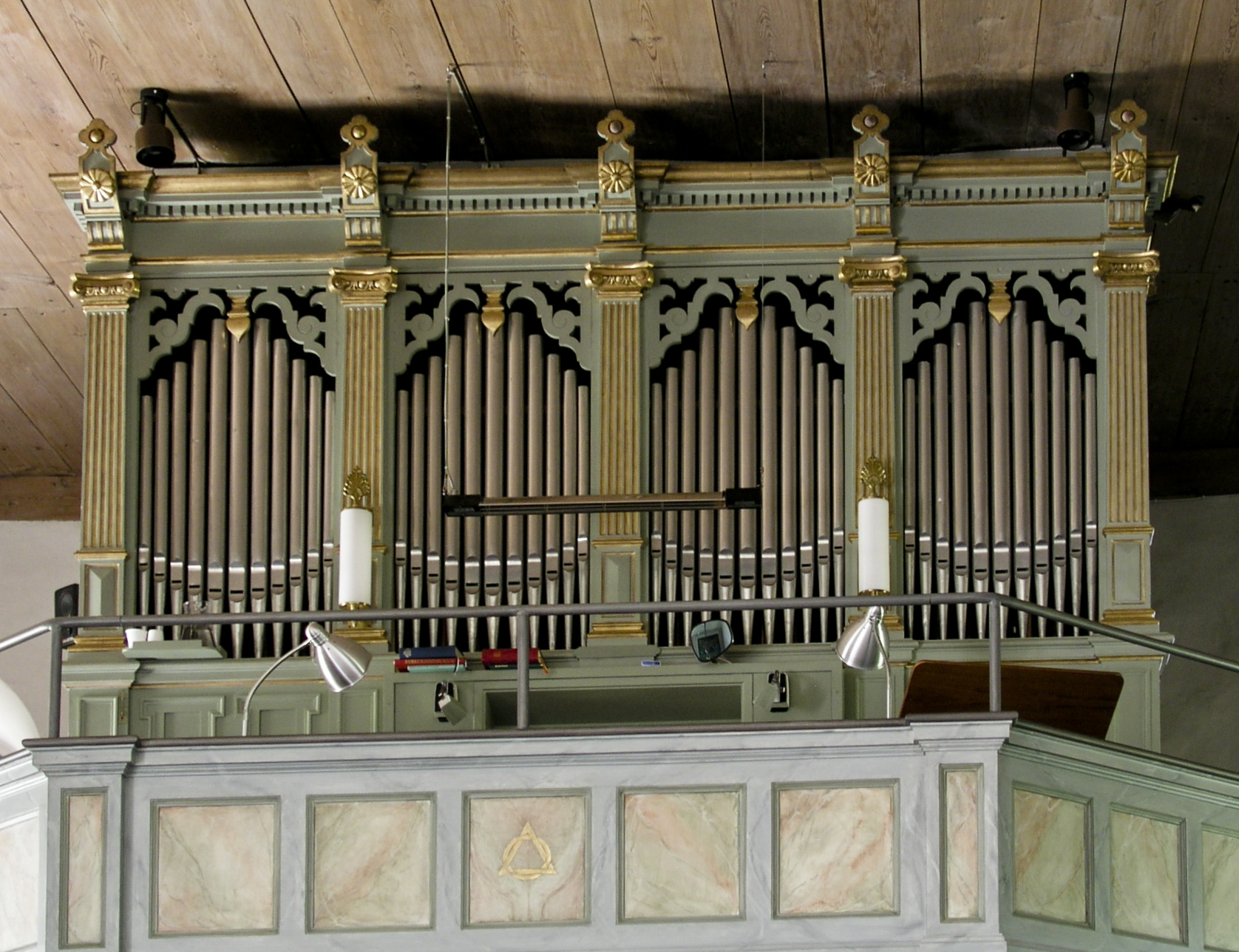
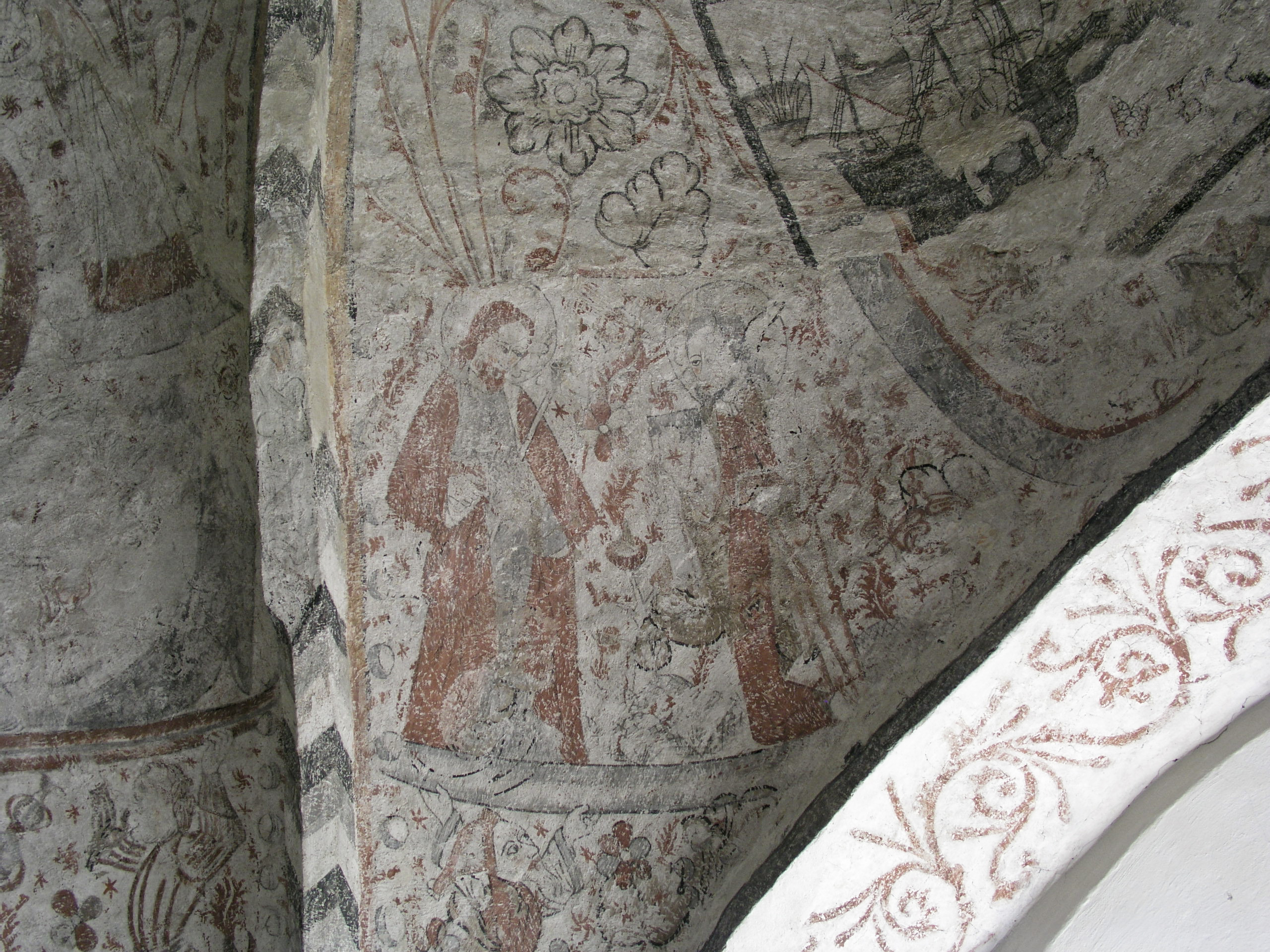
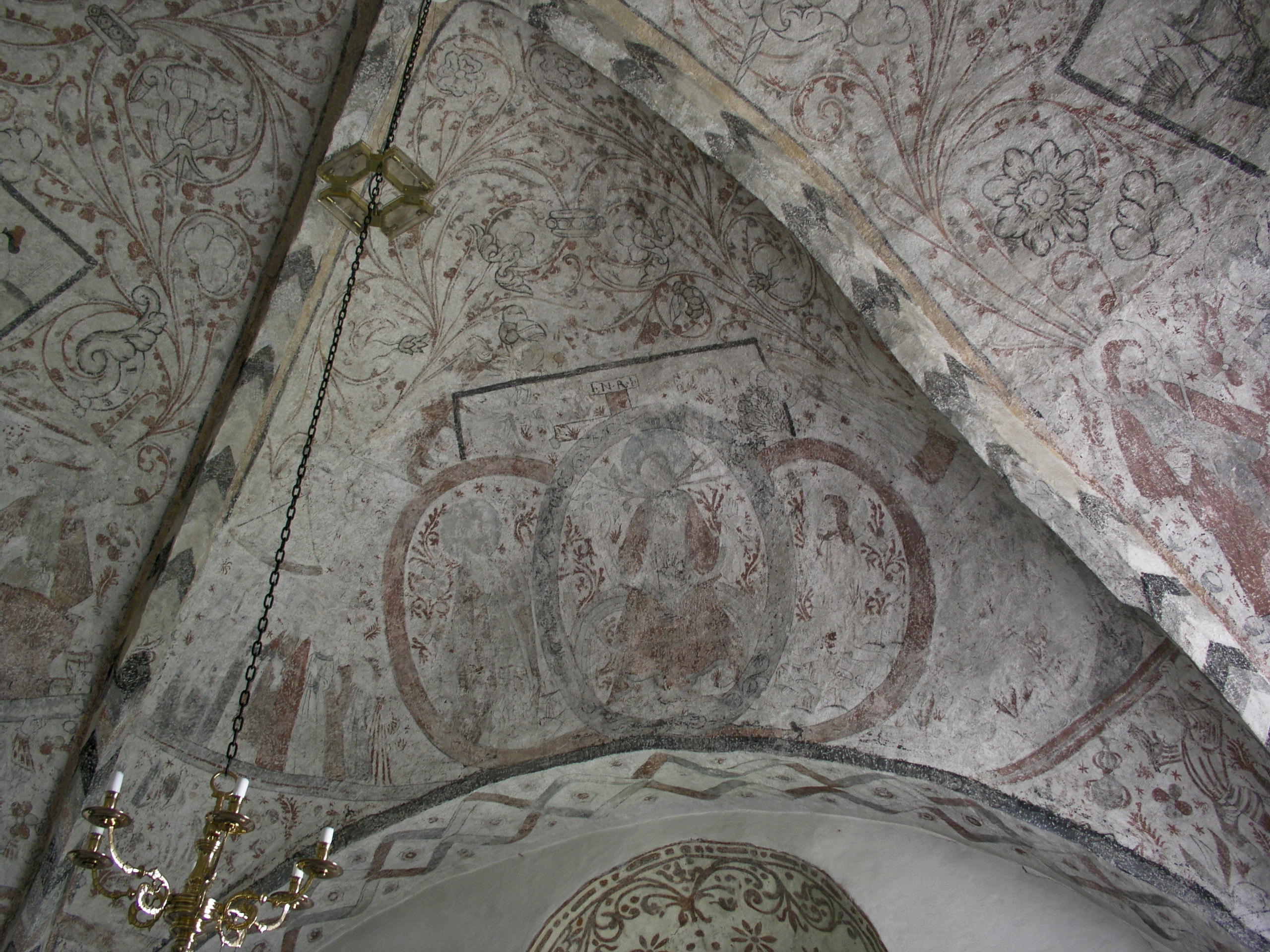
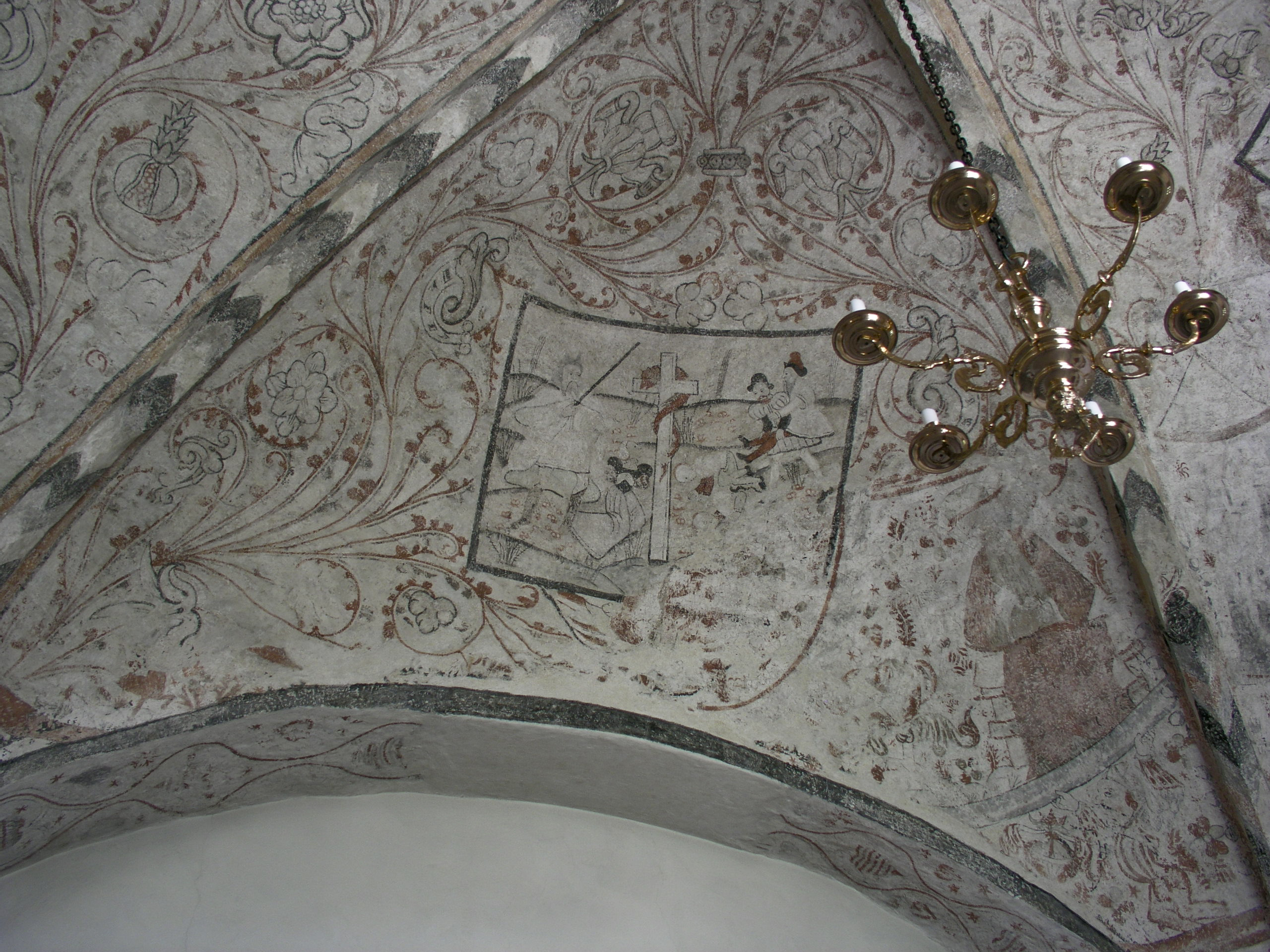
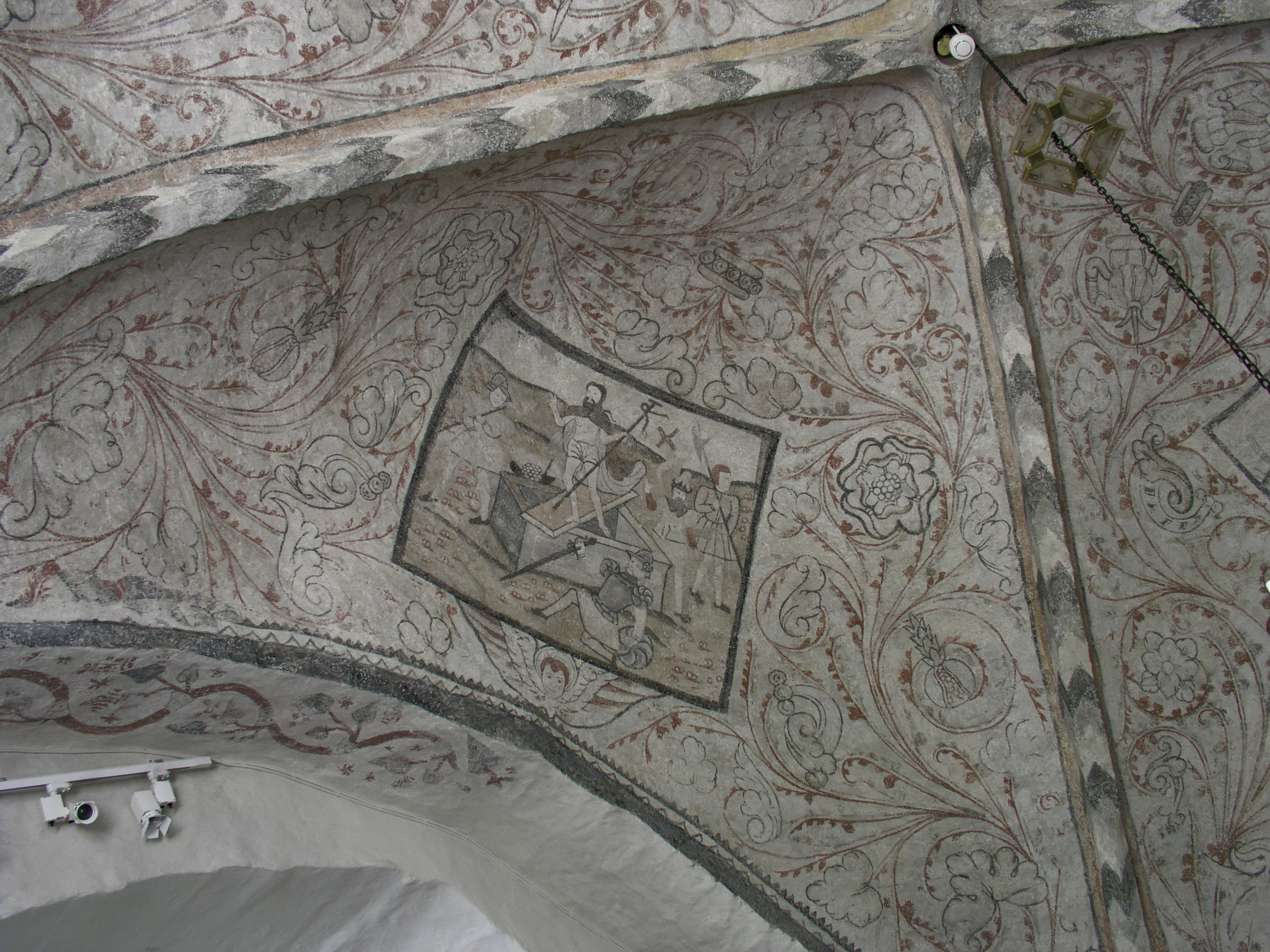
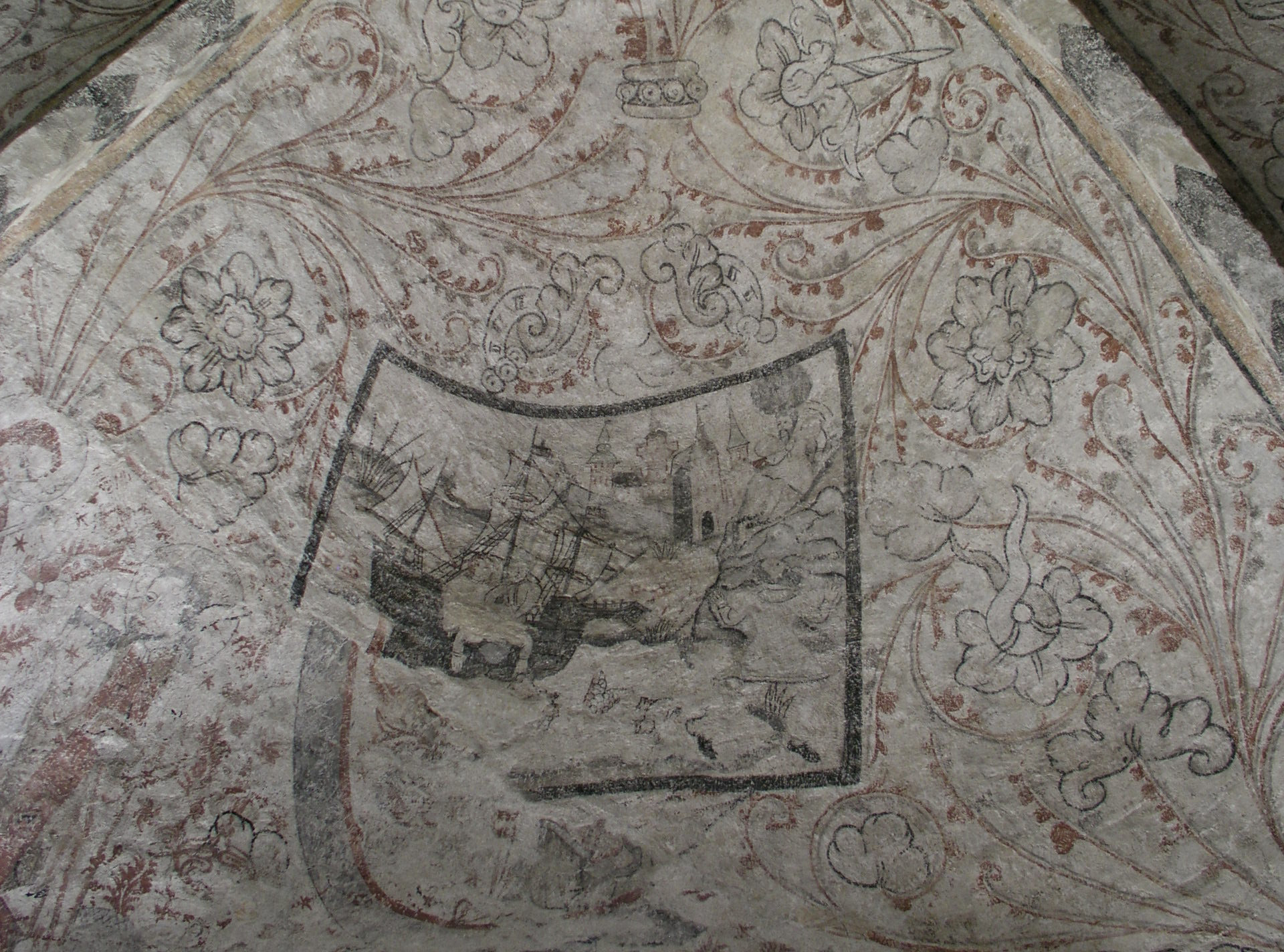

| Manual I      | Ryggpositiv II | Pedalverk     | Koppel |
| Principal 8'  | Rörflöjt 8'    | Subbas 16'    | I/P    |
| Gedackt 8'    | Gedackt 4'     | Blockflöjt 4' | II/P   |
| Oktava 4'     | Principal 2'   |               | II/I   |
| Quinta 2 2/3' | Scharf 2 chor  |               |        |
| Blockflöjt 2' |                |               |        |
| Ters 1 3/5'   |                |               |        |
| Mixtur 4 chor |                |               |        |